# Lisandra Llaudy Pupo
Lisandra Llaudy Pupo (Holguín, Cuba, 9 de mayo de 1988) es una Maestro Internacional Femenino de ajedrez cubana.

## Palmarés
Fue una vez campeona del Campeonato de Cuba de ajedrez en febrero de 2012 en la final contra Jennifer Pérez Rodríguez.